# Протовестіарій
Протовестіарій (від грец. πρωτοβεστιάριος, «перший вестиарій») — начальник імператорської вбиральні, церемонімейстер; до XIII століття цю посаду виконували євнухи. Супроводжував василевса в походах і міг командувати військами. У середині XIV століття ця посада займала 6-те місце в табелі про ранги візантійського двору. У пізній період (XII-XV століття) це звання присвоювалося головному фінансовому чиновнику. У цьому сенсі цей титул вживався у середньовічній Сербії.

## У Візантії
Попередником цього титулу вважається звання коміту священних одягів (лат. comes sacrae vestis), тобто особи, які відповідали за імператорський гардероб. Коміт священних одягів підпорядковувався препозиту священної опочивальні. У грекомовній термінології очолюваний ним підрозділ називався грец. οἰκειακόν βεστιάριον, «приватний вестиарион », на відміну від «публічного», голова якого виконував фіскальні обов'язки. Приватний вестиаріон включав також частково імператорську скарбницю. Його персонал був дуже численним. У середній період протовестіарій займав у придворній ієрархії місце після паракімомена.
У IX—XI століттях протовестиаріям довіряли також іноді обов'язки полководців та послів.
У XI столітті значення цієї посади ще більше зросло, вона трансформувалася в почесне звання, яке стали надавати неєвнухам. У цьому ролі титул зберігся до епохи Палеологів. Існувала жіноча форма цього титулу, протовестіарія ( грец. πρωτοβεστιαρία ), його присвоювали керівниці слуг імператриці.
Серед протовестиаріїв відомі такі:
- Костянтин Ліхуд, згодом патріарх Константинопольський;
- Андронік Дука, за імператорів Романа IV Діогена і Михайла VII;
- Олексій Дука, згодом імператор;
- Іоанн Дука Ватац, згодом імператор;
- Олексій Рауль[en]  при Іоанні III Ватаці;
- Георгій Музалон[en]  при Феодорі II Ласкарісі;
- Михайло Тарханіот, племінник та полководець Михайла VIII Палеолога.